# サドロショ
サドロショ（グルジア語: სადროშო、グルジア語ラテン翻字: sadrosho）は、封建制時代のジョージアにおける軍事行政区画（軍管区）である。各サドロショから動員された軍は、戦闘時に単一の軍事戦術部隊を形成し、この部隊もまたサドロショと呼称された。各サドロショはその名の通り独自の旗ドロシャ（グルジア語: დროშა、グルジア語ラテン翻字: drosha）によって識別され、サルダリ（グルジア語: სარდალი、グルジア語ラテン翻字: sardali）と呼ばれる司令官が管理した 。

## 語源
サドロショは、「旗」を意味する「დროშ-」(drosh-) が語幹となっている。この語幹に「～の場所」「～に関連するもの」を意味する接頭辞「სა-」(sa-) と、場所や概念を表す名詞を形成する役割を持つ接尾辞「-ო」(-o) が結合し、「旗を持つ場所」という語を形成している。

## ジョージア連合王国
サルダリの起源はジョージア連合王国、すなわちバグラティオニ朝の時代に遡る。18世紀の歴史家ヴァフシティ王子によると、ジョージア連合王国の時代（11世紀から15世紀）には、4つの主要なサドロショが存在した。
- 前旗軍管区（メツィナヴェ、グルジア語: სადროშო、グルジア語ラテン翻字: metsinave） - 南部地域。主に上カルトリ（グルジア語版）と下カルトリ（グルジア語版）。
- 右旗軍管区（メマルジヴェネ、グルジア語: მემარჯვენე、グルジア語ラテン翻字: memarjvene） - 西部地域。主にイメレティ（グルジア語版）とアブハジア。
- 左旗軍管区（メマルツヒネ、グルジア語: მემარცხენე、グルジア語ラテン翻字: memartskhene） - 東部地域。主にカヘティとヘレティ（グルジア語版）。
- 王旗軍管区（メピ、グルジア語: მეფე、グルジア語ラテン翻字: mepi） - 内カルトリ（グルジア語版）地域。[3]

これらの主要なサドロショには、より小さな単位のサドロショ、すなわちサエリスタヴォ（公国）が含まれていた。サエリスタヴォを治めるエリスタヴィ（公）は、自身の領地から軍を統率し、独自の旗を保持していた。ジョージアの最高総司令官であるアミルスパサラリの指揮下には12のサドロショが存在していた。各サドロショには通常およそ1,000人の兵士が属していた。だが小規模なサドロショも多く、エリスタヴィが動員できる兵士（ラシカリ）の数は一定ではなかった。
動員においては、近隣の公国や侯領からサドロショが派遣されることもあれば、特定のサドロショのみによって編成されることもあった。総動員が行われた場合、ジョージア全土からサドロショが迅速に集結した。すべてのサドロショが一斉に軍を動員するのは、特別な状況下に限られていた。例えば重大な脅威や決定的な戦闘（シャムコルの戦い、バシアニの戦い、ガルニの戦い、など）の場合に限られた。
戦闘時には、大小のサドロショそれぞれに戦術的な役割が割り当てられていた。戦闘の開始は前旗軍が担うことが多かった。その後、司令官の作戦や戦況に応じて、右旗軍あるいは左旗軍が参戦した。王旗軍は後方待機し、必要に応じて戦闘に加わった。最終的に戦闘を終結させる役割を果たすのは王旗軍であった。

## 連合王国の分裂後
15世紀後半、ジョージア連合王国の分裂により、統一された軍事組織も崩壊した。その結果、各王国・公国において新たな軍事組織の再編が必要となった。後継となったカヘティ王国、カルトリ王国、イメレティ王国の3王国は、それぞれ独自のサドロショ制度を再確立した。
サドロショの編成は時代とともに変化し、一部は廃止され、他のサドロショに統合された。例えば17世紀前半のカヘティ王国ではネクレシの前旗軍管区と王旗軍管区がルスタヴィの左旗軍管区に統合されたが、1740年代に元の体制に戻された。18世紀のカルトリ王国でもオスマン帝国とクズルバシュの支配下でサドロショ制度が一時廃止されたが、テイムラズ2世が旧来の編成を復活した。サルダリの任命原則も変化した。例えば17世紀のカヘティ王国では、主教に替わって世俗の人物がサルダリに任命されたり、また一部のサドロショでは主教の補佐役としてモウラヴィがサドロショの管理を担うこともあった。
時代の流れとともにサドロショの数や管理方法に変化はあったものの、サドロショ制度は19世紀初頭にロシアがジョージアを併合するまで存続した。

### カヘティ王国
連合王国の分裂後、サドロショ制度の再構築を最初に実施したのはカルトリ王国であった。カルトリ王国は1470年代、初代カヘティ王ギオルギ1世の治世においてサドロショ制度を再構築した。カヘティ王国は他地域と異なり、サドロショを主教区と結びつけ、サドロショの司令官（サルダリ）に主教を任命した。主教職は世襲の地位ではなく、主教は王によって任命された。カヘティの教会勢力は王権の強化を支持し、王を忠実に支援した。これによりカヘティ王国のサドロショ制度は中央集権化の進展に寄与することとなった。
17世紀から18世紀にかけての軍事作戦では、主教の代わりにカヘティの王族がサルダリを務めることも多かった。
- 前旗軍管区（メツィナヴェ） - キジキ（グルジア語版）からキシスヘヴィ（グルジア語版）までの地域。サルダリはボドベ（グルジア語版）の主教が務めた。
- 右旗軍管区（メマルジヴェネ） - カキおよびエニセリ（グルジア語版）からグレミ（グルジア語版）にかけての、カヘティ地方の大部分の地域。サルダリはネクレシ（グルジア語版）の主教が務めた。
- 左旗軍管区（メマルツヒネ） - マルツコプ（グルジア語版）およびサグラモ（グルジア語版）を含む、キシスヘヴィ（グルジア語版）からアラグヴィ川（グルジア語版）までの外カヘティ（グルジア語版）の大部分の地域。サルダリはルスタヴィの主教が務めた。
- 王旗軍管区（メピ） - グレミ（グルジア語版）から西方のパンキシ渓谷まで、アラヴェルディ（グルジア語版）主教区を含めた内カヘティ（グルジア語版）の大部分の地域。サルダリには、王が任命した人物（多くの場合、王族の一人）が就いた。[3]

### カルトリ王国

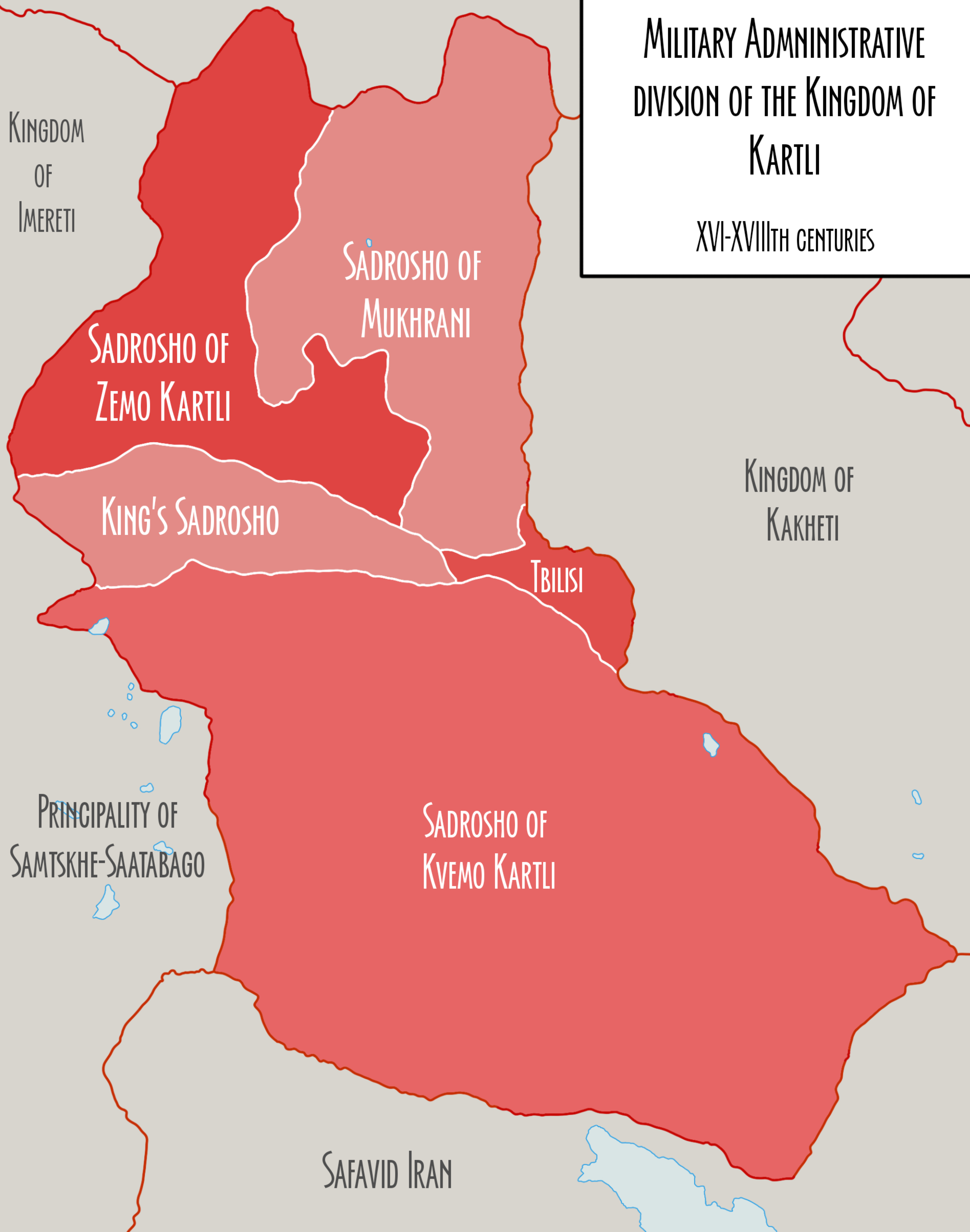
16世紀から18世紀にかけてのカルトリ王国のサドロショ

カルトリ王国におけるサドロショの制定と確立は比較的遅く、16世紀初頭に実施された。カルトリ王国では有力貴族がサドロショの司令官（サルダリ）に任命された。カヘティ王国とは異なり、カルトリ王国におけるサルダリは世襲制であった。そのためサドロショを率いた有力貴族の影響力はさらに増大し、しばしば王権と貴族勢力の対立を引き起こした。
- 前旗軍管区（メツィナヴェ） - 下カルトリ（グルジア語版）（ソムヒティ（英語版）およびサバラティアノ（グルジア語版））の地域。サルダリにはバラタシヴィリ家（グルジア語版）が任命され、17世紀になるとその分家であるオルベリアニ家（英語版）に引き継がれた。
- 右旗軍管区（メマルジヴェネ） - 上カルトリ（グルジア語版）の地域。サルダリにはアミラフヴァリ家（グルジア語版）が任命された。
- 左旗軍管区（メマルツヒネ） - ムフラニ公領（グルジア語版）、クサニ公国（グルジア語版）およびアラグヴィ公国（グルジア語版）の地域。サルダリにはムフラニ家（グルジア語版）が任命された。
- 王旗軍管区（メピ） - トビリシからタシスカリ（グルジア語版）にかけてのムトゥクヴァリ川右岸に沿ったカルトリの地域と、カトリコス（英語版）総主教領の地域。サルダリは王自らが任命したが、多くはツィツィシヴィリ家（英語版）の一族が担った。[3]

### イメレティ王国
イメレティ王国における軍事組織は独特の様相を呈していた。西ジョージアの公国や侯国らは、時代や状況に応じて、多かれ少なかれイメレティ王に従属していた。イメレティ王に対する従属は、主に軍を動員する義務によって示されていた。軍の司令官は公侯ら自らが務めた。しかしながら16世紀以降、公侯らはこの義務を果たさなくなるようになり、さらには自らの軍事力でイメレティ王と戦うことも多かった。これらの公国や侯国らとは別に、イメレティ王国の領土は4つのサドロショに分かれており、司令官（サルダリ）には地元の有力貴族が任命された。
- 前旗軍管区（メツィナヴェ） - ヴァケとサロミナオ（グルジア語版）、チヘイゼ（英語版）公領、チジャヴァゼ（英語版）公領など。
- 右旗軍管区（メマルジヴェネ） - 主にアルグヴェティ（英語版）の地域。
- 左旗軍管区（メマルツヒネ） - ラチャ公国（グルジア語版）の地域。
- 王旗軍管区（メピ） - レチフミ（グルジア語版）地域、オクリバ（グルジア語版）地域など。[3]